# Andžu
Město Andžu (안주시 – Andžu si) leží v severokorejské provincii Jižní Pchjongan. K roku 2008 mělo přibližně 240 tisíc obyvatel. Leží v blízkosti velkých zásob antracitu.

## Poloha a doprava
Andžu leží na řece Čchŏngčchŏn tekoucí z pohoří Nangnim do Žlutého moře. V rámci provincie Jižní Pchjongan leží u jejího severního okraje, u hranice s provincií Severní Pchjongan.
Na území města je několik stanic na železničních tratích Pchjongjang – Sinuidžu a Andžu – Kečchon.